# Terra Forte
Terra Forte é uma futura telenovela portuguesa produzida pela Plural Entertainment, transmitida pela TVI em colaboração com a Prime Video, a partir do último trimestre de 2025, substituindo A Fazenda. É escrita por Maria João Costa, com filmagens na Ilha das Flores e em Florianópolis, no estado de Santa Catarina.
A novela é protagonizada por Benedita Pereira, José Fidalgo, Rita Pereira, João Catarré, Ricardo Burgos e Francisca Salgado.

## Sinopse
Dada como morta no Brasil, Flor ressurge na Ilha das Flores, Açores, quase vinte anos depois, trazendo consigo uma revelação que pode mudar tudo: alguém a tentou matar anos antes em alto-mar. Razão do seu desaparecimento.
Nos Açores, Flor reencontra Sammy, o homem que nunca a esqueceu, apesar de ter casado com a sua melhor amiga de infância, Maria de Fátima, filha de uma empregada da casa, que cresceu do seu lado como irmā. Para ele, vê-la viva é um choque avassalador. O amor entre eles continua forte, mas o tempo os separou - e agora Flor tem um marido e uma família a quem quer ser leal. Para Sammy, lidar com seu regresso é tão doloroso quanto inevitável, pois as feridas do passado ainda sangram.
Determinada a descobrir a verdade e a fazer justiça, Flor parte para Florianópolis, a cidade fundada por açorianos séculos atrás e que agora se torna o palco de um acerto de contas a três gerações. Lá, encontra um cenário transformado: Maria de Fátima, sob uma nova identidade, controla o império que um dia pertenceu à sua família (império este que o seu pai já havia roubado ao pai de Sammy, seu antigo noivo).
Astuta e ambiciosa, Maria de Fátima soube manipular cada peça do jogo para se tornar intocável. Conseguiu fazer com que a família de Flor a adotasse depois da sua "morte", casar com o noivo da melhor amiga e tornar-se na herdeira do grupo Açoreano, que controla a maior frota pesqueira do país e é uma das famílias mais ricas do país.
Para chegar até aqui, Maria de Fátima teve de sujar muito as mãos, coisa que ninguém imagina. Não só o acidente em alto-mar que todos julgam ter provocado a morte a Flor, foi causado por Maria de Fátima, com a intenção de não só ficar com o noivo da amiga, por quem se apaixonou, como também de ocupar o lugar vago deixado pela morte da amiga na familia Terra Forte.
Da mesma forma, a morte da progenitora de Maria de Fátima tem o seu dedo: para ser adotada ela precisava virar uma órfã digna de pena dos antigos patrões da sua mãe. E para dar o devido "incentivo" à família Terra Forte para seguir com a ideia de adotar uma mulher já adulta, ela manteve um caso com o patriarca Manuel Terra Forte, pai da melhor amiga, que impôs a sua vontade à mulher, mãe de Flor, que era contra.
Isto só é possível, porque, Manuel Terra Forte, obcecado pela ideia de manter uma dinastia familiar, usa Maria de Fátima, que era jovem ao contrário da sua mulher, para ter novos filhos que serão, sim, na sua cabeça, os seus futuros herdeiros. Usou, para isso, como cobertura, o casamento desta com Sammy, o antigo noivo da filha, filho do homem a quem roubou tudo. Uma maneira de manter a paz entre as famílias, depois dos dois lados terem perdido um filho por causa da guerra que se criou entre as partes. Ninguém sonha com a verdade sobre os futuros 3 herdeiros do império da família.
Em todos os momentos, Maria de Fátima conta com a ajuda do seu namorado de sempre, companheiro de crime, amante até hoje e vigarista profissional, Cobra. Hoje amigo de Sammy, padrinho de um dos seus filhos com Maria de Fátima, e procurador-federal como ele. Uma fachada limpa para um homem sujo como ele.
Mas Flor não está disposta a ser apenas uma sombra do passado. Entre segredos, traições e um perigoso jogo de poder, ela precisará de escolher as suas alianças com cuidado, pois nem todos os que lhe sorriem são de confiança.
Tanto tempo depois, não sabe quem fala a verdade, muito menos em quem pode confiar. E no centro dessa tempestade, um grande amor ainda a divide o homem que nunca deixou de amá-la e o marido a quem prometeu fidelidade.
Com um pormenor importante pelo meio: Rosinha, a sua filha mais velha, é fruto da sua relação com Sammy no passado. Segredo que só ela e o seu atual marido conhecem. E que ela esconde de todos. Não por acaso.
A maior desilusão da sua vida, foi descobrir que Sammy a tinha seduzido a mando do pai dele, Alvaro Goulart, o verdadeiro dono da Açoreana, descendente de uma linhagem antiga de empreendedores açorianos em Floripa, com o intuito de fazer justiça pelo roubo da sua empresa.
Hoje, e apesar de ainda tremer sempre que vê Sammy, Flor desconfia que ele e Maria de Fátima sempre foram aliados no plano de acabar com a sua vida. E isso é um impedimento gigante para voltar a confiar neste homem. Mas o tempo tratará de nos revelar a verdade e de criar novas alianças.
Enquanto a verdade ameaça emergir, o que era vingança transforma-se em algo maior. Porque algumas histórias não terminam com a morte - apenas recomeçam.

## Elenco
| Ator/Atriz           | Personagem                  |
| -------------------- | --------------------------- |
| Benedita Pereira     | Flor Terra Forte            |
| José Fidalgo         | Samuel «Sammy» Goulart      |
| Rita Pereira         | Maria de Fátima Terra Forte |
| João Catarré         | António                     |
| Ricardo Burgos       | César «Cobra»               |
| —                    | Manuel Terra Forte          |
| Francisca Salgado    | Rosa «Rosinha»              |
| Custódia Gallego     | Rosa Maria Terra Forte      |
| José Wallenstein     | Alvaro Goulart              |
| Inês Faria           | —                           |
| Nuno Homem de Sá     | —                           |
| Paulo Calatré        | —                           |
| Maria João Pinho     | —                           |
| António Capelo       | —                           |
| Duarte Gomes         | —                           |
| Simão Fumega         | —                           |
| Sofia Nicholson      | Vivi                        |
| Melissa Matos        | Babi                        |
| Tomás Taborda        | —                           |
| Elsa Galvão          | —                           |
| Vítor Norte          | —                           |
| Bruno Cabrerizo      | —                           |
| Vítor Hugo           | —                           |
| Mafalda Tavares      | —                           |
| Cassiano Carneiro    | —                           |
| Gustavo Alves        | —                           |
| Vicente Ramirez      | —                           |
| Marco Paiva          | —                           |
| Josefine Winkler     |                             |
| Matilde Serrasqueiro |                             |
| Carol Gadelha        |                             |
| Vera Macedo          |                             |
| Rafael Paes          |                             |

## Produção
- Tem "Terra Forte" como título provisório.[1]
- Victoria Guerra e Sara Matos foram convidadas para protagonizar a telenovela.[4][5] Enquanto que Matos recusou por incompatibilidade de agenda, Guerra recusou devido a se encontrar grávida do primeiro filho.[6] Pedro Teixeira e Leonor Seixas também estariam inicialmente garantidos no elenco da novela, mas por motivos desconhecidos, foram substituídos por Ricardo Burgos e Maria João Pinho, respetivamente, tratando-se da primeira novela na TVI de Burgos e de um regresso de Pinho ao canal após vários anos na SIC.
- A telenovela marca o regresso de João Catarré à ficção da TVI.[7][8] Marca também o regresso de José Wallenstein e Custódia Gallego após vários anos na SIC.[9][10][11]
- As gravações começaram a 9 de julho de 2025.